# タルカス
『タルカス』 (Tarkus) は、イギリスにおいて1971年5月に、アメリカにおいて1971年6月14日に発売されたエマーソン・レイク&パーマー（ELP）のセカンド・アルバム。

## 解説
本作は『展覧会の絵』（1971年）、『恐怖の頭脳改革』（1973年）などと並び、ELPの代表作のひとつに数えられてきた。作詞とプロデュースはグレッグ・レイク、作曲はメンバー3人が担当した。
オリジナルLPのA面を占める20分を超える壮大な組曲である表題曲「タルカス」は、怪物タルカスが火山の中から現れ、地上のすべてを破壊し尽くし、海に帰っていくというストーリーを描いている。タルカスはアルバム・ジャケットにイラストで描かれている想像上の生物で、アルマジロのような体に戦車が合体した非常に風刺的な姿を持つ。キース・エマーソンは「Tarkus とは帰宅途中に突然閃いた単語であり、特に意味は無く、辞書を調べてもわからなかった」と述べている。タルカスの最後の戦い相手として登場する「マンティコア」は、人の顔とライオンの胴と蠍の尾を持つ怪物で、その名前とシルエットは、後にELPが設立するレーベル「マンティコア・レコード」の名前とロゴに使われた。
ほぼ全編で使われている「ド・ファ・ソ・シb・ミb」のコードはエマーソンが書いたELPの作品の多くにも使われており、ELPらしさの象徴として知られている。作詞を担当したレイクは、当初この組曲のコンセプトに興味を示さず、エマーソンに「ソロでやれば？」と冷たく言い放ったという。
LPのB面は対照的に小品集とも呼べる内容である。「ジェレミー・ベンダー」は1974年、「ビッチズ・クリスタル」と「タイム・アンド・プレイス」は1997年と1998年のツアーで演奏された。「ジ・オンリー・ウェイ」の冒頭でパイプ・オルガンの独奏でヨハン・ゼバスティアン・バッハの「トッカータとフーガヘ長調」(BWV 540）のトッカータ、中間部でピアノ・トリオに代わってバッハの「平均律クラヴィーア曲集」から「BWV 851 前奏曲 - 3声のフーガ ニ短調」が演奏される。「限りなき宇宙の果てに」はエマーソンとカール・パーマーの共作で、ピアノを中心に据えたインストゥルメンタル。「アー・ユー・レディ・エディ」は本作のレコーディング・エンジニアのエディ・オフォードをからかったロックン・ロールである。
2012年、新しいステレオミックスと5.1サラウンドミックスを含むリイシューが発売された。

## 収録曲
作詞はレイク。作曲はカッコ内参照。

### アナログA面
1. タルカス - "Tarkus"
  1. 噴火 - "Eruption" (エマーソン)
  2. ストーンズ・オブ・イヤーズ - "Stones Of Years" (エマーソン、レイク)
  3. アイコノクラスト - "Iconoclast" (エマーソン)
  4. ミサ聖祭 - "Mass" (エマーソン、レイク)
  5. マンティコア - "Manticore" (エマーソン)
  6. 戦場 - "Battlefield" (レイク)
  7. アクアタルカス - "Aquatarkus" (エマーソン)

### アナログB面
1. ジェレミー・ベンダー - "Jeremy Bender" (エマーソン、レイク)
2. ビッチズ・クリスタル - "Bitches Crystal" (エマーソン、レイク)
3. ジ・オンリー・ウェイ - "The Only Way (Hymn)" (エマーソン、レイク)
4. 限りなき宇宙の果てに - "Infinite Space (Conclusion)" (エマーソン、パーマー)
5. タイム・アンド・プレイス - "A Time And A Place" (エマーソン、レイク、パーマー)
6. アー・ユー・レディ・エディ - "Are You Ready Eddy?" (エマーソン、レイク、パーマー)

### 2010年日本盤ボーナス・トラック
1. プレリュード・アンド・フーガ - "Prelude And Fugue" (フリードリヒ・グルダ、アレンジ: エマーソン、レイク、パーマー)

## チャート
全英1位・全米9位を記録した。ELPとしては唯一のチャート1位獲得作品である。

## 組曲「タルカス」の編曲版
- 作曲家の吉松隆が編曲した管弦楽曲（以下、便宜上「吉松版」と呼称）が、2010年に発売された『タルカス〜クラシック meets ロック』に収録された。音源は2010年3月14日に東京オペラシティコンサートホールで行われた初演のライブ録音で、吉松と親交の深い藤岡幸夫が指揮する東京フィルハーモニー交響楽団による。「吉松版」は、2012年放送のNHK大河ドラマ『平清盛』で劇中音楽として使用された[注釈 7]ほか、2013年3月20日に東京オペラシティコンサートホールで行われた「吉松隆 還暦コンサート『鳥の響展』」でも披露された[注釈 8]。この還暦コンサートにはキース・エマーソンが来聴して、この模様を収録した『《鳥の響展》ライブ』のライナーノーツにはエマーソンと吉松の対談が掲載されている。
- 「吉松版」の初演でコンサート・マスターを務めた荒井英治が弦楽四重奏版を編曲した。荒井はプログレッシブ・ロックの熱狂的ファンである。この版は荒井が参加するモルゴーア・クァルテットのアルバムに所収されている。
- 2012年9月9日に放送された「題名のない音楽会」で、シエナ・ウインド・オーケストラと和太鼓奏者の林英哲との共演で、「吉松版」をもとにした吹奏楽版が放送された。
- イタリアの作曲家マウリツィオ・ピサーティ（英語: Maurizio_Pisati）はピアノとパーカッションのために編曲、さらにオリジナル曲を加え「ゾーン=タルカス」という組曲にした。ピアニストの黒田亜樹によるCDが出ている。
- 2021年に発表されたピアニスト榎本玲奈によるアルバム『タルカス&ラプソディー・イン・ブルー』で、「タルカス」をピアノソロによる編曲でカバー[5]。なお同アルバムには他にも「限りなき宇宙の果てに」「アー・ユー・レディ・エディ?」のピアノソロ編曲版および2010年日本盤ボーナス・トラックの「プレリュード・アンド・フーガ」が収録されている。

## 影響
- 成毛滋がつのだひろや高中正義と結成したフライド・エッグ[6]が、アルバム『ドクター・シーゲルのフライド・エッグ・マシーン（Dr. Siegel's Fried Egg Shooting Machine）』[7]（1972年）に「タルカス」のパロディ曲「オケカス（Oke-Kus）」を収録した。
- ブラジルにバンド「タルカス」がいて、ELPとは異なったシンフォニックなプログレッシブ・ロックを演奏している。
- 長野県山ノ内町渋温泉街にスナック「タルカス」がある。店主がELPのファンで、カウンターにはタルカスの置物がある。「アド街ック天国」でも紹介された。